# Kizito Mihigo
Kizito Mihigo   (Kibeho, 25 de juliol de 1981 - Kigali, 17 de febrer de 2020) fou un cantant, compositor de gòspel, organista de música religiosa i presentador de televisió ruandès. Supervivent del genocidi ruandès, i activista per la pau i la reconciliació, va estudiar al Conservatori de París a França. El 2010 va crear la Fundació Kizito Mihigo per la Pau.
A l'abril de 2014, després de treure una cançó crítica immediatament prohibida per les autoritats de Ruanda, va ser arrestat i acusat de planificar l'expulsió del govern. En febrer de 2015 va ser sentenciat a 10 anys de presó després condemnat per conspiració contra el govern del president Paul Kagame.

## Biografia
Kizito Mihigo va néixer el 25 de juliol de 1981 a Kibeho, districte de Nyaruguru, a l'antiga província de Gikongoro (ara província del Sud) a Ruanda. El tercer de sis fills, els seus pares eren Augustin Buguzi i Placidie Ilibagiza.
A l'edat de 9 anys va començar a compondre cançons, i 5 anys més tard, quan estudiava a l'escola secundària del "Petit Seminari de Butare", es va convertir en el més popular organista i compositor litúrgic més popular de l'Església Catòlica a Ruanda.
El 1994, va perdre la seva família i va quedar orfe en el genocidi contra els tutsis a Ruanda. Es va escapar a Burundi on va conèixer a membres de la seva família que van sobreviure. Va intentar, en va, unir-se a l'Exèrcit Patriòtic Ruandès (RPA) per venjar la seva família.
El juliol de 1994 va tornar a Ruanda. En acabar l'escola va ingressar al seminari per tal d'ordenar-se sacerdot. A través de la música i la fe cristiana, va aconseguir perdonar els qui van matar el seu pare.

## Carrera musical
El 2001 va participar en la composició de l'himne nacional de Ruanda i posteriorment se li va concedir una beca presidencial per estudiar al Conservatori de París (amb el suport financer del president de Ruanda, Paul Kagame).
A París, Mihigo va emprendre cursos d'orgue i composició sota la supervisió de Françoise Levechin-Gangloff, propietària del gran òrgan de l'església de Saint-Roch a París, professora del Conservatori de Música i Dansa de París (CNSMDP) i presidenta del Conservatori Internacional de Música de París (CIMP). Després va començar la seva carrera musical internacional a Bèlgica.
El 2011, Kizito Mihigo es va establir permanentment a Ruanda i es va convertir en una gran personalitat artística respectada per la població i pel govern. Era convidat regularment a cantar en totes les cerimònies nacionals per commemorar el genocidi. També es va conèixer a través de moltes invitacions en cerimònies oficials, ja sigui al parlament o en un altre lloc, per interpretar l'Himne nacional en presència del Cap d'Estat i d'altres dignataris majors.
El seu acostament al poder ha donat motiu a nombroses crítiques per part dels seus seguidors cristians, qui es queixaven d'una certa desviació del seu compositor litúrgic cap a temes cada vegada més polítics. En 2011, el cantant va intentar tranquil·litzar-los. Els seus concerts religiosos atreien a un gran nombre de persones a Kigali i Kibeho, ciutat natal de l'artista. Aquests esdeveniments solien comptar amb la presència de ministres. En 2011, els concerts més populars de l'artista van ser eld de Pasqua i Nadal.

## Activisme per la pau i reconciliació
Durant la seva estada en Europa, després de descobrir en 2007 el Moviment Internacional de Reconciliació (MIR França), una ONG francesa que defensa la no violència, Kizito Mihigo va organitzar una missa-concert a Brussel·les per la Pau a Àfrica.
Kizito Mihigo va organitzar per a la comunitat catòlica africana resident a Europa concerts de música sacra seguits d'una Missa de Rèquiem per les víctimes de tot tipus de violència al món. Aquestes misses estaven oficiades per Monsenyor Léonard, bisbe en aquell moment de la diòcesi de Namur. En 2010, aquest últim es va convertir en arquebisbe de Brussel·les.
En 2010 va crear la Fundació Kizito Mihigo per la Pau - KMP - una organització no governamental ruandesa en defensa de la pau i la reconciliació.

Després d'instal·lar-se a Ruanda, va començar una gira per les escoles i totes les presons juntament amb la seva fundació i en col·laboració amb el govern de Ruanda, l'ONG World Vision i l'ambaixada dels Estats Units a Kigali.

### Premis
L'agost de 2011, en reconeixement de les seves activitats en favor de la Pau, Kizito Mihigo va rebre el premi CYRWA (Cerebrating Young Rwandan Archievers) lliurat per la Fundació Imbuto, organització de la primera dama de Ruanda, Jeannette Kagame.
A l'abril de 2013, el Govern de Rwanda va reconèixer la Fundació de Mihigo Kizito per la Pau (KMP) entre les deu principals ONG locals que han promogut la bona governança. En aquesta ocasió, la fundació va ser guardonada amb el premi "RGB award" de 8.000.000 Frw (vuit milions de francs ruandesos).
El propi president Paul Kagame sempre havia presentat Kizito Mihigo com un model pels joves ruandesos.

## Presentador de televisió
Des de 2012, Kizito Mihigo presentava Umusanzu w'Umuhanzi ("La contribució de l'artista"), un programa setmanal de la televisió nacional produït per la Fundació KMP.
En aquest programa d'una hora, que s'emet tots els dimarts a les 22:00 hores, el cantant comentava els concerts amb els presos i els estudiants. Una vegada al mes, Mihigo moderava el Diàleg intereligiós, un debat en el qual intervenen líders religiosos que pretenen trobar, junts, el paper de la religió en la construcció de la Pau.

## Vida privada
Cristià catòlic, solter i sense fills, admirador de Mozart, Bach, i Haendel, aficionat a les arts marcials i al cinema, en 2012, un rumor en la premsa local parlava d'un romanç secret amb la Miss Jojo, cantant local de R&B de confessió musulmana. Entrevistats, tots dos artistes van desmentir la relació i van dir tenir una amistat profunda.
Des de 2009, Kizito Mihigo apareixia sovint en la premsa de cor de Kigali com una de les celebritats que més atreia a les dones a Ruanda. A l'abril de 2013, el diari ruandès The new Times el va classificar segon entre els vuit homes famosos més sexys de Ruanda.

## Arrest
En març de 2014 Mihigo va penjar a YouTube una nova cançó titulada "Igisobanuro Cy’urupfu" ("El significat de la mort"), en que desafiava la narrativa oficial del genocidi. La cançó ha estat prohibida pel govern de Ruanda i ràpidament esborra del lloc web.
El 7 d'abril de 2014, el dia de la 20a commemoració del genocidi, el cantant era desaparegut. El 13 d'abril l'antic primer ministre Faustin Twagiramungu va afirmar que Kizito Mihigo era sota custòdia policial per la seva controvertida cançó. El 15 d'abril de 2014 Mihigo fou presentant als periodistes per la Policia Nacional de Ruanda, arrestat sota sospita de planejar atacs terroristes i col·laborar amb la Forces Democràtiques d'Alliberament de Ruanda (FDLR) i el partit Congrés Nacional de Ruanda (CNR) per expulsar el govern.
WikiLeaks va revelar que el cantant va ser segrestat el 4 d'abril (10 dies abans de l'anunci oficial de la seva detenció). Des del punt de vista públic, molts observadors encara estan convençuts que l'arrest del músic és vinculat a la seva cançó crítica i que havia estat prohibida uns dies abans.
Unes setmanes abans de l'anunci de la detenció, en el seu discurs durant la cerimònia de graduació d'oficials de policia a Gishari (a la Província de l'Est), el president Paul Kagame va declarar: "No sóc un cantant per entretenir els qui odien Ruanda". Després de l'anunci oficial de la detenció, el govern de Ruanda va prohibir la difusió de totes les cançons de Kizito Mihigo a les ràdios i televisions locals.
Unes hores més tard, després de l'audiència de 21 d'abril de 2014, s'emet una entrevista de "confessió" on Kizito ha "declarat culpable de tots els càrrecs i va demanar ser assistit per un advocat." En una segona entrevista "confessió", va declarar que "havia acceptat la idea de llegir un comunicat que denunciava la manca d'estat de dret a Ruanda i cridar als joves a rebel·lar-se."

### Reaccions
Entrevistat per Radio France Internationale, un defensor dels drets humans va dir "Aquest tipus de denominacions són contràries al principi de presumpció d'innocència." Altres activistes de drets humans de Ruanda parlaven d'"una acció per oprimir els actes de reconciliació".
D'altra banda, fonts oficials de Ruanda van rebutjar les acusacions de possible tortura.
Per Monsenyor André-Joseph Léonard, l'arrest de Mihigo és com un error en la identitat de la persona: "Hi ha un error en la persona, mai podir considerar Kizito com un home que seria perillós per a la societat", va dir l'arquebisbe de Brussel·les, un any més tard, en una entrevista amb Jambo News.

#### Premsa internacional
Alguns mitjans de comunicació internacionals van comentar sobre l'esdeveniment. Segons Radio France Internationale, la detenció del músic va provocar un gran confusió al país, la incomprensió i la por a la possible desestabilització. Les confessions àmpliament difoses del cantant pels mitjans de comunicació locals i alguns discursos polítics abans que s'iniciés el judici, van causar indignació entre els activistes de drets humans que van denunciar la violació de la presumpció d'innocència.
Segons Al Jazeera Television, i France Inter Radio, el cantant segrestat en la vigília de la 20è commemoració del genocidi, abans d'aparèixer davant la premsa una setmana més tard, estaria experimentant les conseqüències de les lletres de la seva cançó Igisobanuro cy'urupfu en les que el cantant va desafiar la política de Commemoració implementada pel govern de Kigali dirigit pel Front Patriòtic Ruandès del president Paul Kagame.
Per la periodista belga Colette Braeckman autora de nombrosos llibres sobre Ruanda i la regió dels Grans Llacs, és difícil creure que el cantant es trobava en connivència amb les FDLR. Entrevistada per Le Nouvel Observateur, considera la detenció de la cantant com un signe d'un malestar intern: "No hi ha dubte, està succeint alguna cosa més, que no sabem perquè tothom està en silenci com de costum a Ruanda" diu el periodista belga encarregat d'Àfrica central al diari Le Soir.

#### Federació Internacional pels Drets Humans
La Federació Internacional pels Drets Humans - FIDH - denuncia la detenció amb un regust polític. L'organització parlava d'"una nova prova del gir repressiu del règim del president de Ruanda, Paul Kagame".

#### Reporters Sense Fronteres
Reporters Sense Fronteres va reaccionar després de l'arrest de Kizito Mihigo i els altres acusats inclòs el periodista Cassian Ntamuhanga. L'ONG va denunciar la detenció il·legal del periodista una setmana abans de l'anunci oficial de la policia, i estava preocupat pel deteriorament de l'ambient dels mitjans de comunicació de Ruanda, en particular mitjançant la detenció de Cassian Ntamuhanga, Kizito Mihigo i els altres acusats.

#### Estats Units
Els Estats Units d'Amèrica, al seu torn, van expressar la seva preocupació després de l'arrest de Kizito Mihigo. En aquesta ocasió, segons Radio France Internationale, Washington va recordar al govern de Ruanda la importància de "Permetre la llibertat d'expressió […] respectar la llibertat de premsa i garantir als acusats les garanties mínimes per a un judici just."

#### Regne Unit
El Regne Unit també va reconsiderar el cas de Kizito Mihigo i els seus co-acusats, demanant al govern de Ruanda que garantís un judici just.

#### Govern ruandès i partits de l'oposició a l'exili
Després de la reacció del Regne Unit i els Estats Units, durant la visita del president Paul Kagame a la Província de l'Oest, va rebutjar les crítiques de detencions arbitràries. Va amenaçar amb "continuar les detencions i fins i tot matar a plena llum del dia aquells que intentin desestabilitzar el país".
L'oposició de Ruanda a l'exili formada pel Congrés Nacional de Ruanda (RNC) i les Forces Democràtiques d'Alliberament de Ruanda (FDLR), en saber la detenció de Kizito Mihigo van negar que treballessin amb ell i condemnaren al seu arrest, replicant les declaracions del president Paul Kagame. El portaveu del Congrés Nacional de Ruanda es va declarar consternat i decebut pel discurs del president. Pel que fa a l'arrest del cantant Kizito Mihigo, el CNR va dir que és una conseqüència de la seva cançó Igisobanuro cy'Urupfu.
La FIDH també va recordar les paraules del president Kagame, dient que hi havia una escalada de la violència verbal de les autoritats ruandeses.

## Judici
Després de dos ajornaments, el judici de Mihigo va començar el 6 de novembre a Kigali. Kizito Mihigo es va declarar culpable de tots els càrrecs contra ell i va demanar indulgència del panell de jutges. Els seus propis advocats van dir que no trobaven els elements d'una ofensa. Els tres coacusats amb el cansant es declararen no culpables i al·legaren tortures.

### Al·legats
El fiscal va acusar al cantant de mantenir converses a través d'Internet amb un suposat membre del CNR (Congrés Nacional de Ruanda), un partit d'oposició a l'exili que Kigali descriu com a terrorista. En aquestes converses escrites, el cantant hauria suggerit una subversió contra el Govern amb noms de les persones que havien de morir, entre elles el president Paul Kagame.
Segons la BBC el fiscal va dir que l'acusat estaven pensant venjar el coronel Patrick Karegeya, antic cap de la intel·ligència de l'exèrcit de Ruanda que esdevingué opositor polític contra el govern de Paul Kagame. El cofundador del CNR fou trobat estrangulat l'1 de gener de 2014 a Sud-àfrica. El Govern de Sud-àfrica ha acusat sovint Ruanda de ser darrere de l'assassinat i l'intent d'assassinat contra opositors exiliats ruandesos a Sud-àfrica, acusació que les autoritats ruandeses sempre han negat. Però després de la mort de Patrick Karegeya, el president de Ruanda va dir que "qualsevol persona que hagi traït Ruanda assumirà les conseqüències".
En el seu al·legat, el cantant que va reconèixer haver mantingut una conversa amb un home anomenat Shankara però va negar la intenció de matar el president i va dir que el seu compromís en les discussions va ser motivat per la seva mera curiositat. "Jo estava en conflicte amb alguns funcionaris aleshores, però mai he tingut problemes amb el president", ha informat Radio France Internationale. Per altra banda, els advocats del cantant segueixen considerant que res de tot això constitueix un crim.
En el segon dia del judici, el cantant va demanar en va ser jutjat sol.
En el tercer dia del judici, en audiència pública, Mihigo va renunciar al seu advocats i va continuar declarant-se culpable.

### En resum
Durant el judici, els fiscals van sol·licitar la cadena perpètua contra el cantant.

### Veredicte
El 27 de febrer de 2015 fou sentenciat a 10 anys de presó després de ser acusat de conspiració contra el govern del president Paul Kagame. Tanmateix, a causa de la manca d'evidències, va ser absolt de "conspiració per cometre terrorisme".

## Reaccions després del veredicte
Després que es va anunciar el veredicte es van produir moltes reaccions de la premsa internacional, de diverses ONGs internacionals i de l'oposició política de Rwanda.

### Premsa internacional
En el dia de la sentència, la premsa internacional com France 24, Radio France Internationale i Reuters reconsideren que la cançó "Igisobanuro cy'urupfu" (El significat de la mort), segons els observadors, hauria causat la ira del règim, i la caiguda en desgràcia del cantant cristià anteriorment proper al president Kagame i el seu govern. Alguns observadors entrevistats per Agence France-Presse parlaven d'un "poder enfebrit que no tolera les veus dissidents".
Per Susan Thomson, Professor a la Colgate University de Nova York, aquesta judici és un senyal que el govern és a la defensiva: "Ho interpreto com un senyal de debilitat […] Susan Thomson diu que han d'eliminar les persones amb base potencial al país. Segons aquesta autora estatunidenca de nombrosos llibres sobre Ruanda, "el govern està usant el judici de Kizito Mihigo per enviar un missatge d'alerta a tots els que volen ser políticament actius".
Per als observadors del Huffington Post, Kizito Mihigo fou obligat a declarar-se culpable sense un advocat, amb l'esperança d'un alliberament, que desafortunadament nova tenir cap efecte en la sentència.

#### Cançó crítica
En aquesta cançó malenconiosa publicat a Internet uns pocs dies abans de l'inici de la 20a commemoració del genocidi, i immediatament prohibida per les autoritats de Ruanda, es pot escoltar: 
| « | "... Encara que el genocidi em va fer orfe, deixa que no em faci perdre l'empatia pels altres. Les seves vides també van ser brutalment preses però no qualificades com a genocidi. Aquests germans i germanes també són éssers humans. Reso per ells. Els consolo. Els recordo ... la mort mai és bona, ja sigui pel genocidi, o guerra o assassinat en homicidis per venjança ..." | » |

 El cantant cristià es referia als suposats crims comesos pel Front Patriòtic Ruandès.
En la mateixa cançó, el cantant va criticar un programa anomenat "Ndi umunyarwanda (Sóc ruandès)". En aquest controvertit programa engegat pel President Kagame en 2013, va instar tota la població hutu a demanar perdó per haver participat en el genocidi contra els tutsis.
| « | "La meva dignitat i amor no tenen les seves arrels en la vida carnal, ni en les possessions materials, sinó en la humanitat. Deixeu que les paraules Sóc ruandès vagin precedides per sóc humà. | » |

 va dir el supervivent del genocidi de Ruanda en la quarta estrofa de la seva cançó Igisobanuro cy'urupfu.

### Organitzacions no governamentals internacionals per la defensa dels drets humans
Després del veredicte, les ONGs per a la defensa dels drets humans, com Amnistia Internacional o Human Rights Watch, en els seus informes de l'any 2014/15, criticaren la conducta dels processos penals, denunciant la detenció il·legal, la tortura i la politització del procés. En el seu informe de 2015/2016 Amnistia Internacional parla d'un "judici injust […] creiem que tenia una motivació política".
Per Human Rights Watch, "Mihigo va estar incomunicat en un lloc desconegut durant alguns dies a l'abril de 2014 abans de ser formalment interrogat per la policia i portat a judici". Abans i durant la seva detenció en règim d'incomunicació, segons Human Rights Watch, "... els funcionaris del govern repetidament l'interrogaren sobre una cançó religiosa escrita al març en la que pregava per les víctimes del genocidi. També li van preguntar sobre els seus suposats vincles amb el CNR. Els policies el colpejaren i l'obligaren a confessar els delictes amb els quals fou posteriorment acusat en judici".
Reporters Sense Fronteres també va retornar el veredicte, sol·Licitant que la decisió del tribunal de Kigali fos revisada en apel·lació.

### Oposició política
Després que es va anunciar el veredicte, les reaccions dels partits de l'oposició política de Ruanda van ser que "Kizito Mihigo és un pres polític" jutjat en "el judici amb la imatge del règim".

### Unió Europea
En una resolució adoptada pel Parlament Europeu en una sola lectura el 6 d'octubre, la institució condemna els judicis per motius polítics i els atacs a la llibertat d'expressió a Ruanda Especialment el judici de Victoire Ingabire. També es menciona el cas de Kizito Mihigo. Els eurodiputats insten a les autoritats de Ruanda "a alliberar immediatament tots els individus i els altres activistes detinguts o condemnats únicament per exercir el seu dret a la llibertat d'expressió".

## A la presó
Segons Mediapart, a la presó, el cantant ruandès no va renunciar a la lluita per la pau i la reconciliació. Citant testimoniatges dels companys detinguts del cantant, el lloc web informa que després de la seva arribada a la presó de Gikondo, també coneguda com a 1930, es diu que Kizito Mihigo havia contribuït a restablir la confiança entre alguns dels acusats agitats per l'odi ètnic […] No va abandonar els seus esforços en la sensibilització dels detinguts al comportament i les accions per a la tolerància i la unitat.

## Apel·lació i gràcia presidencial
El 10 de setembre de 2018, el cantant va abandonar el seu recurs d'apel·lació, que ell mateix havia presentat a la Cort Suprema. Quatre dies més tard, el 14 de setembre, amb Victòria Ingabire Umuhoza, Mihigo és alliberat per gràcia presidencial.